# Budismo pré-sectário
Budismo pré-sectário, também chamado de Budismo primitivo, o Budismo mais antigo, Budismo original e Budismo primitivo, é o budismo como teorizado ter existido antes as várias escolas budistas primitivas se desenvolveram por volta de 250 a.C. (seguidas por subseitas posteriores do budismo).
Os conteúdos e ensinamentos deste budismo pré-sectário devem ser deduzidos ou reconstruídos a partir dos textos budistas primitivos, que por si já são sectários. Todo o assunto permanece intensamente debatido por estudiosos, nem todos acreditam que uma reconstrução significativa seja possível.
O "budismo primitivo" também pode ser usado para períodos consideravelmente posteriores.

## Nome
Vários termos estão sendo usados para se referir ao período mais antigo do budismo:
- "Budismo pré-sectário"[1]
- "Budismo antigo",[3][2]
- "O Budismo mais antigo",[10]
- "Budismo original",[6][c]
- "O budismo do próprio Buda."[6][d]
- Budismo pré-canônico[11]
- Budismo primitivo[7]

Alguns estudiosos japoneses referem-se ao período subsequente das primeiras escolas budistas como budismo sectário.